# Макоку
Мако́ку (англ. Makokou) — місто в Габоні, адміністративний центр провінції Огове-Івіндо та департаменту Івіндо. Населення міста у 2004 році становило 16 600 осіб.

## Географія
Макоку розташоване на середній висоті 308 метрів над рівнем моря біля річки Івіндо та автодороги N4. Воно виросло навколо залізорудної копальні поблизу національного парку Івіндо.

### Клімат
Місто знаходиться у зоні, котра характеризується кліматом тропічних саван. Найтепліший місяць — січень із середньою температурою 23.9 °C (75 °F). Найхолодніший місяць — липень, із середньою температурою 20.6 °С (69 °F).
| Клімат Макоку           | Клімат Макоку | Клімат Макоку | Клімат Макоку | Клімат Макоку | Клімат Макоку | Клімат Макоку | Клімат Макоку | Клімат Макоку | Клімат Макоку | Клімат Макоку | Клімат Макоку | Клімат Макоку | Клімат Макоку |
| Показник                | Січ.          | Лют.          | Бер.          | Квіт.         | Трав.         | Черв.         | Лип.          | Серп.         | Вер.          | Жовт.         | Лист.         | Груд.         | Рік           |
| Середня температура, °C | 24            | 24            | 24            | 24            | 24            | 22            | 21            | 22            | 23            | 24            | 23            | 23            | 23            |
| Норма опадів, мм        | 88            | 108           | 209           | 214           | 193           | 56            | 10            | 31            | 149           | 321           | 219           | 107           | 1704          |
| ----------------------- | ------------- | ------------- | ------------- | ------------- | ------------- | ------------- | ------------- | ------------- | ------------- | ------------- | ------------- | ------------- | ------------- |
| Джерело: Weatherbase    |               |               |               |               |               |               |               |               |               |               |               |               |               |